# Charles Monro
Charles Carmichael Monro, né le 15 juin 1860 et mort le 7 décembre 1929, 1er baronnet de Bearcrofts, est un général britannique de la Première Guerre mondiale. Il est gouverneur de Gibraltar de 1920 à 1929.

## Biographie

### Premières années
Charles Monro fait ses études à Sherborne School puis à l'Académie royale militaire de Sandhurst. Le 13 août 1879, il est nommé sous-lieutenant au 2e régiment à pied. Il est promu lieutenant le 15 mai 1881 et capitaine le 24 juillet 1889. Il est ensuite nommé major le 23 février 1898. Charles Monro participe à la seconde guerre des Boers, il est successivement major de brigade (en), puis adjudant-général adjoint à l'état-major le 15 avril 1899, il combat à la bataille de Paardeberg en 1900. Monro est promu lieutenant-colonel à titre temporaire en 1900 et obtient son brevet de lieutenant-colonel le 29 novembre 1900. Le 28 mars 1903, il est définitivement promu lieutenant-colonel et prend la direction de l'école de tir (en). Monro est colonel en 1906 et commande la 13e brigade d'infanterie (en) le 12 mai 1907 comme brigadier-général à titre temporaire. Il est promu major-général le 31 octobre 1910, il commande à partir du 31 mars 1912 la seconde division d'infanterie londonienne (en).

### Première Guerre mondiale
Au déclenchement de la Première Guerre mondiale, Monro est à la tête de la 2e division d'infanterie. Après la retraite des troupes britanniques et les combats sur la Marne. Les troupes britanniques sont engagées dans la course à la mer. Monro à la tête de la 2e division d'infanterie prend une part déterminante dans la bataille d'Ypres. Le 27 décembre 1914, Monro est promu au commandement du 1er corps britannique avec le grade de lieutenant-général à titre temporaire. À partir du 15 juillet 1915, il est nommé commandant de la 3e armée britannique avec le grade de général à titre temporaire. Il est promu lieutenant-général le 28 octobre 1915. Monro est transféré au cours du mois d'octobre en Méditerranée en remplacement du général Ian Hamilton limogé. À la tête du corps expéditionnaire en Méditerranée à Gallipoli, il est chargé d'organiser l'évacuation des troupes après la bataille des Dardanelles et leur débarquement vers Salonique.
En 1916, Monro est de retour sur le front de l'ouest en France, il est nommé commandant de la 1re armée britannique puis rapidement il est envoyé en Inde pour devenir commandement de l'armée des Indes. Monro est responsable du front mésopotamien. Avant son départ, le général Robertson lui transmet l'instruction « de faire le spectacle » sur le front mésopotamien sans s'engager dans la prise de Bagdad. Cette instruction est finalement annulée par Curzon et Chamberlain, tous deux membres du Comité de Guerre. En se rendant en Inde, Monro inspecte les troupes du général Maude et après l'accord du Comité de Guerre autorise l'attaque sur Bagdad à partir du 18 septembre 1916. Le 1er octobre 1916, il reçoit le titre de général pour ses états de service.

### Après Guerre
Monro est anobli en mai 1921 et devient baronnet de Bearcrofts dans le comté de Stirling. Il est nommé gouverneur de Gibraltar de 1923 à 1928. Il meurt le 17 décembre 1929, il est enterré au cimetière de Brompton, son titre de noblesse disparait à sa mort.

## Décorations
- Chevalier grand-croix de l'ordre de Saint-Michel et Saint-Georges : 1er janvier 1916[18]
- Ordre du Bain :

compagnon : 1906
chevalier : 18 février 1915
chevalier grand-croix : 1er janvier 1919
- Chevalier grand commandeur de l'ordre de l'Étoile d'Inde : 3 juin 1919[22]
- Grand officier de la Légion d'honneur : 10 septembre 1915[23]
- Grand cordon de l'ordre du Soleil levant : 17 mai 1919[24]